# Fritz Melchers
Georg Friedrich (Fritz) Melchers (* 27. April 1936 in Berlin; † 24. Februar 2025) war ein deutscher Immunologe. Er war zuletzt Senior Research Group Leader am Max-Planck-Institut für Infektionsbiologie in Berlin.

## Leben
Fritz Melchers studierte Chemie in Köln, promovierte dann 1964 an der Ludwig-Maximilians-Universität München bei Hans Georg Zachau und war dann als Immunologe v. a. auf dem Gebiet der B-Lymphozyten tätig. Er leitete über Jahrzehnte das Basel Institute for Immunology. Melchers war einige Zeit am Max-Planck-Institut für Infektionsbiologie in Berlin tätig, seit 2007 als „Max-Planck-Fellow“ (Senior Fellow).
Im Sommersemester 2007 war er achter Inhaber der Johannes Gutenberg-Stiftungsprofessur an der Johannes Gutenberg-Universität Mainz. Die Deutsche Gesellschaft für Immunologie vergibt den Fritz-und-Ursula-Melchers-Preis. 1989 wurde er als ordentliches Mitglied in die Academia Europaea aufgenommen. Seit 1992 war Melchers Mitglied der Leopoldina. 2002 wurde er in die American Academy of Arts and Sciences gewählt. 2004 wurde er als korrespondierendes Mitglied in die Österreichische Akademie der Wissenschaften aufgenommen.

## Veröffentlichungen (Auswahl)
- (als Hrsg.):  Lymphoid organogenesis : proceedings of the workshop held ath the Basel Institute for Immunology, 5th - 6th November 1999 ; with 7 tables, Berlin; Heidelberg etc., Springer 2000, ISBN 3-540-67569-8.
- Hrsg. gemeinsam mit Klaus Rajewsky: The immune system : 27. Colloquium der Gesellschaft für Biologische Chemie, 29. April - 1. Mai 1976 in Mosbach/Baden, Berlin, Heidelberg, New York: Springer 1976, ISBN 3-540-07976-9.

## Ehrungen und Auszeichnungen
- 1995: Verdienstorden der Bundesrepublik Deutschland (Verdienstkreuz 1. Klasse)
- 1996: Robert-Koch-Preis
- 2002: Emil-von-Behring-Preis
- 2017: Cothenius-Medaille

Ehrendoktorwürde
- 1990: Universität Turku, Finnland
- 1994: Thomas Jefferson University, Philadelphia, USA
- 2003: Universität Erlangen-Nürnberg
- 2006: Universität Leipzig
- 2007: Universität Würzburg
- 2009: Universität Innsbruck